# Marie de Brabant (comtesse de Savoie)
Pour les articles homonymes, voir Marie de Brabant.
Marie de Brabant, née après 1277 et morte avant 1340, est une noble de la maison de Brabant. Elle devient comtesse de Savoie en épousant le comte Amédée V.

## Biographie

### Origines
Marie de Brabant est la fille de Jean Ier de Brabant (1253-1294), duc de Brabant et de sa seconde épouse, Marguerite de Dampierre, dite de Flandre. Sa date de naissance est inconnue, les historiens donnent les années 1277, à 1280.

### Mariage
En 1298, Marie de Brabant est promise au comte Amédée V de Savoie, marquant une alliance européenne où l'on trouve la Savoie autour du roi d'Angleterre, Édouard Ier contre le roi de France Philippe le Bel. 
L'union est signé par procuration en 1297,, ou 1304 pour Samuel Guichenon, à Louvain. La cérémonie officielle se déroule dans la capitale du comté, au château de Chambéry, en 1298. Elle devient la seconde épouse du comte, succédant à Sibylle de Baugé, décédée trois ans auparavant.
La nouvelle comtesse apporte à la cour de Savoie les usages du Brabant, qui se diffusent peu à peu. Elle est d'ailleurs accompagnée par son tailleur-retondeur de drap, Colin de Brabant. L'une des conséquences de ce mariage — l'historien Georges Duby utilisait l'expression de « marché matrimonial » pour qualifier ce type de mariage entre familles princières — est l'accroissement des échanges entre le Brabant et la Savoie, qui permettait également l'accès à la péninsule italienne.
La comtesse semble jouer un rôle politique et diplomatique lorsque le comte s'absente. Elle semble d'ailleurs avoir une certaine influence sur son époux.
Le comte Amédée V meurt en 1323.
Marie de Brabant semble mourir entre 1338 et 1340.

## Famille
Le comte et la comtesse de Savoie ont quatre filles connues, Marie, Catherine, Jeanne et Béatrice,,,. Certaines sources lui auraient attribuées neuf des douze enfants d'Amédée V, dont Aymon de Savoie et Édouard de Savoie, mais ces mêmes sources affirment qu'Amédée V aurait épousé Marie de Brabant en 1280, alors que c'est sa date de naissance.
Les enfants comtaux reçoivent une éducation parisienne, à partir de 1305.
Marie Catherine († avant 1334) épouse, en 1309 à Bonneville, Hugues de La Tour du Pin, dit de Faucigny († 1329), baron de Faucigny, fils d'Humbert Ier de Viennois,.
Catherine (entre 1300 et 1303-†1336) épouse en 1315 Léopold Ier d'Autriche ; ensemble, ils ont deux filles, mais Catherine mourut dès 1326. Jeanne épouse en 1326 Andronic III Paléologue, empereur byzantin. Enfin, Béatrice épouse en 1328 Henri de Goritz, duc de Carinthie.

## Sceau
Un sceau rond, daté de 1325, dans lequel on voit « un écu en losange à la croix, entouré de quatre lions (Brabant), ceux de gauche controunés. Dans un quadrilobe garni à l'xtérieur de trèfles ajoutés » et portant l'inscription SIGILLVM:MARI...DIE, traduite et interprétée comme « Sigillum Marie comitisse Sabaudie ».